# Соломонская ушастая сова
Соломонская ушастая сова (лат. Asio solomonensis) — вид птиц из семейства совиных. Подвидов не выделяют.

## Внешний вид
Это сова средней величины, вырастающая до длины примерно 38 см. Окраска — охристо-бурая с тёмными полосами, голова круглая, «ушки» отсутствуют. Лицевой диск — серый, но рыжий у лба и на щёках. Ноги оперены до пальцев. Радужная оболочка — жёлтая, клюв и когти — чёрные или серые.

## Распространение
Обитает на Соломоновых островах: на острове Бугенвиль, Шуазёль и Санта-Исабель. Эндемик, не мигрирует. Встречается в тропических и высокоствольных смешанных лесах, на высоте 2000 м над уровнем моря.

## Образ жизни
Эта сова питается поссумами. Крик долгий, состоящий из одной ноты, похожий на человеческий стон. Гнездится в дуплах и трещинах, на большой высоте высокоствольных деревьев, растущих на опушке леса.